# Renascença (1878)
A Renascença foi um importante periódico oriundo do Porto, publicado em 1878 e, sem certeza, 1879. Apresenta-se como órgão de renovação literária; situa-se no derradeiro tempo do Romantismo assumindo como novas correntes o Realismo e Naturalismo. O próprio diretor, Joaquim d’Araújo, o referencia no seu texto de abertura “com a morte de Garret, a literatura portuguesa chegara a um estado de marasmo que era preciso romper” tarefa esta levada a cabo, na sua opinião, por Teófilo Braga e Antero de Quental, dois dos colaboradores da revista. Além, destes, a Renascença conta com uma plêiade de notáveis na sua colaboração: Fialho d’Almeida, Maria Amália Vaz de Carvalho, Francisco Adolfo Coelho, Eça de Queiroz, Ramalho Ortigão, Guerra Junqueiro, Oliveira Martins, Gonçalves Crespo, Teixeira de Queirós, Tomás Ribeiro, Cesário Verde, Teixeira Bastos, Jaime de Séguier, Joaquim de Vasconcelos, Martins Sarmento, Rodrigues de Freitas, Alexandre da Conceição, Pedro de Amorim Viana, Júlio de Matos, João de Deus, Júlio Cesar Machado, Gomes Leal, António Papança, e como colaborador póstumo, Alexandre Herculano. Na ilustração da Renascença figura o nome de Alberto Macedo.